# Персі Стаут
Персі Вайфолд Стаут (англ. Percy Wyfold Stout; 20 листопада 1875, Глостер, Глостершир, Англія, Велика Британія — 9 жовтня 1937, Лондон, Англія, Велика Британія) — британський регбіст, військовий діяч і бізнесмен.
Народився у 1875 році в Англії. Зробив успішну кар'єру у спорті, граючи за різні регбійні команди разом зі своїм братом Френком, а також представляв збірну Англії з регбі на міжнародному рівні. Відійшовши з професійного спорту, зайнявся бізнесом. Після початку Першої світової війни вступив до Британської армії. За участь у боях на Близькому Сході, зокрема в Єгипті, надано орден «За видатні заслуги» і зведено в офіцери Ордену Британської імперії, а також нагороджено орденом Нілу IV класу. Після закінчення війни повернувся до Єгипту, але вже як бізнесмен. Персі Стаут помер у 1937 році в Англії.

## Біографія

### Молоді роки та спортивна кар'єра
Народився 20 листопада 1875 року в англійському Глостері в родині весляра Вільяма Стаута й Емми Едкок. Його батько дав кільком своїм синам імена, пов'язані з академічним веслуванням, і Стаут не став винятком — його названо на честь туру «Wyfold Challenge Cup». Персі здобув освіту у Крипт-школі, де був членом футбольної асоціації.
Деякі з братів Стаут стали спортсменами високого рівня, і Персі слідом за молодшим братом Френком вступив до футбольної команди «Глостер Сіті». Граючи за «Глостер», у 1892 році Стаут взяв участь у створенні Ліги Бристоля та району. До переходу на регбі у 1895 році Стаут виступав за Corinthian F.C..
Більшість регбійної кар'єри Персі пройшла в Глостері, де він грав разом зі своїм братом Френком, паралельно беручи участь у Глостерширі. У сезоні 1897—1898 років його обрано до гастрольної команди Barbarian F.C., і того ж року йому запропонували місце у збірній Англії. Його перший міжнародний виступ відбувся на Кубку домашніх націй 1898 — у виїзному матчі в Единбурзі проти збірної Шотландії. На цьому матчі Стаут приєднався до свого брата Френка, гравця збірної Англії з 1896 року. Гра закінчилася нічиєю 3:3. Персі зіграв і в другій грі в серії 1898 року, в якій здобуто перемогу над збірною Уельсу. У цьому матчі він зробив свою першу й останню спробу на міжнародному рівні, як і Френк. Це був перший раз, коли брати зробили спроби на міжнародному рівні у тій самій грі за збірну. Наступного разу таке вдалося повторити на Кубку п'яти націй 1993 братам Рорі та Тоні Андервудам.
Стаут взяв участь ще в трьох іграх за збірну Англії, і всі на Кубку домашніх націй 1899 року. Грав у центрі, тоді як Френк завжди був форвардом. Англія програла всі матчі та дійшла до нижньої частини таблиці. Стаут більше не обирався до збірної Англії, й у 1900 році покинув Глостер, почавши грати за Ричмонд і Бристоль до відходу з регбі.

### Бізнес і війна
Після завершення кар'єри в регбі, Стаут переїхав до Каїра і став біржовим маклером. Спочатку працюючи у партнерстві з Ернестом Чарльзом Хоггом, Стаут скупив частку свого партнера після його смерті у 1907 році. У 1910 році Персі з дружиною-американкою Мері оселився в Мааді, ставши одним з найперших жителів регіону.
З початком Першої світової війни Персі та Френк вступили до лав Британської армії і 7 вересня 1914 року їм надано звання других лейтенантів. Персі у складі кулеметного корпусу взяв участь у боях у Єгипті та секторі Газа. 29 червня 1915 року Стаута підвищено до лейтенанта.
За свою службу він п'ять разів згадувався у донесеннях, і у 1917 році «за помітну мужність і відданість обов'язку» нагороджений орденом «За видатні заслуги». 1 січня 1919 року став офіцером Ордену Британської імперії від короля Великої Британії Георга V «за цінні послуги, надані у зв'язку з військовими операціями в Єгипті», а 26 листопада — нагороджений орденом Нілу IV класу від султана Єгипту Ахмеда Фуада I.

### Подальше життя
Після закінчення війни Стаут повернувся до Єгипту як цивільна особа. У Каїрі він став директором компаній «Egyptian Delta Land Co» та «Anglo American Nile».
Помер 9 жовтня 1937 року у віці 62 років у Лондоні.